# Mastophora
Mastophora Decaisne, 1842  é o nome botânico  de um gênero de algas vermelhas pluricelulares da família Corallinaceae, subfamília Mastophoroideae.

## Espécies
Apresenta 2 espécies taxonomicamente válidas:
- Mastophora pacifica (Heydrich) Foslie, 1903
- Mastophora rosea (C. Agardh) Setchell, 1943
- Mastophora variegata Pichon, 1978 (nome inválido)